# Église Saint-Médard de Flavigny-le-Grand-et-Beaurain
L'église Saint-Médard de Beaurain est une église fortifiée qui se dresse sur la commune de Flavigny-le-Grand-et-Beaurain dans le département de l'Aisne en région Hauts-de-France.
L'église fait l'objet d'une inscription partielle au titre des monuments historiques par arrêté du 1er juin 1927. Seuls le clocher et les deux tourelles du chevet sont inscrits.

## Situation
L'église Saint-Médard de Beaurain est située dans le département français de l'Aisne sur la commune de Flavigny-le-Grand-et-Beaurain.

## Histoire
|  |

La carte de Cassini ci-contre montre que cette église a été construite en pleine campagne, à peu près à égale distance des deux villages qui forment la commune.

### Galerie: extérieur de l'église

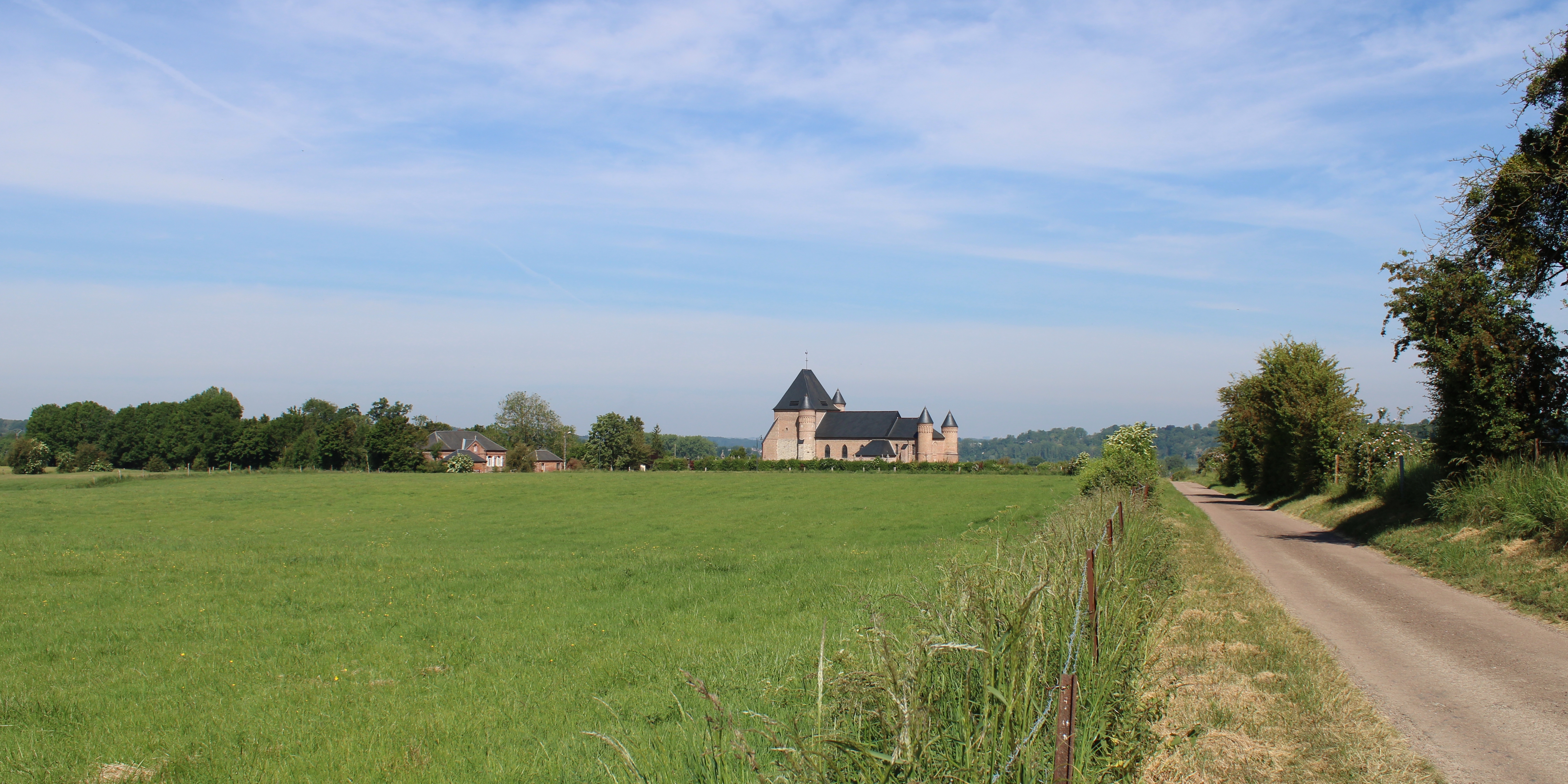
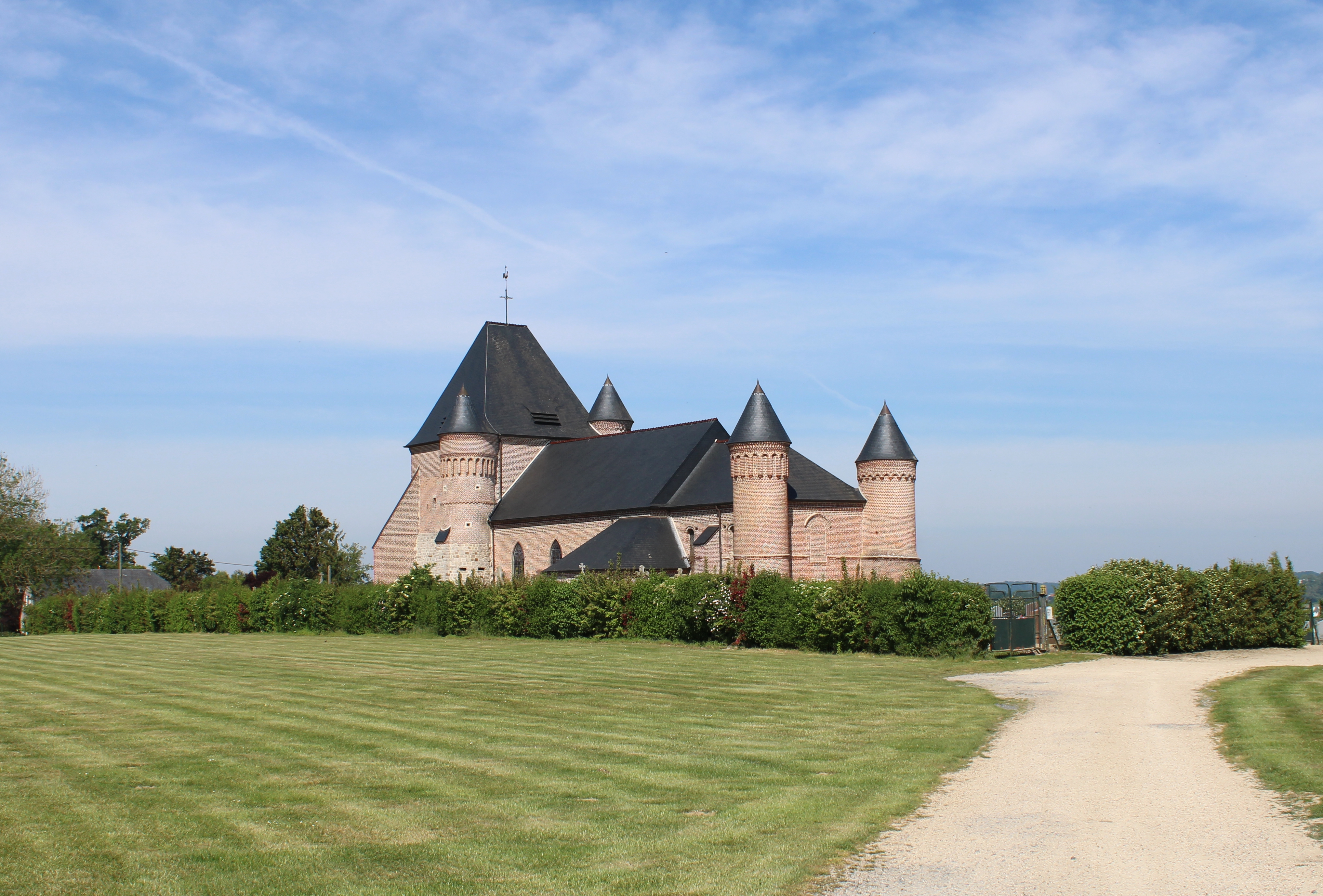
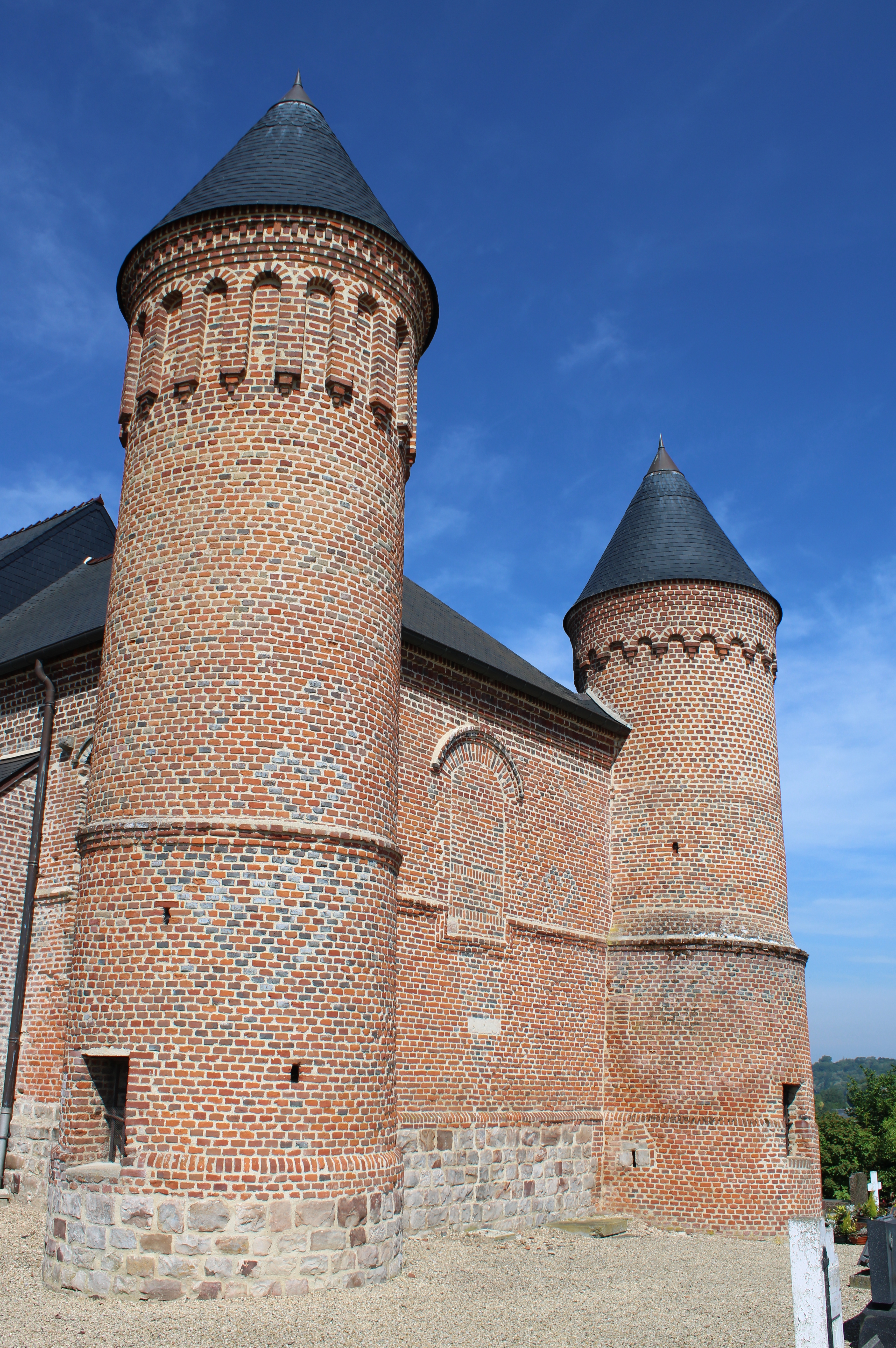
Arrière de la nef, orientée à l'est, flanquée de ses deux tours identiques.
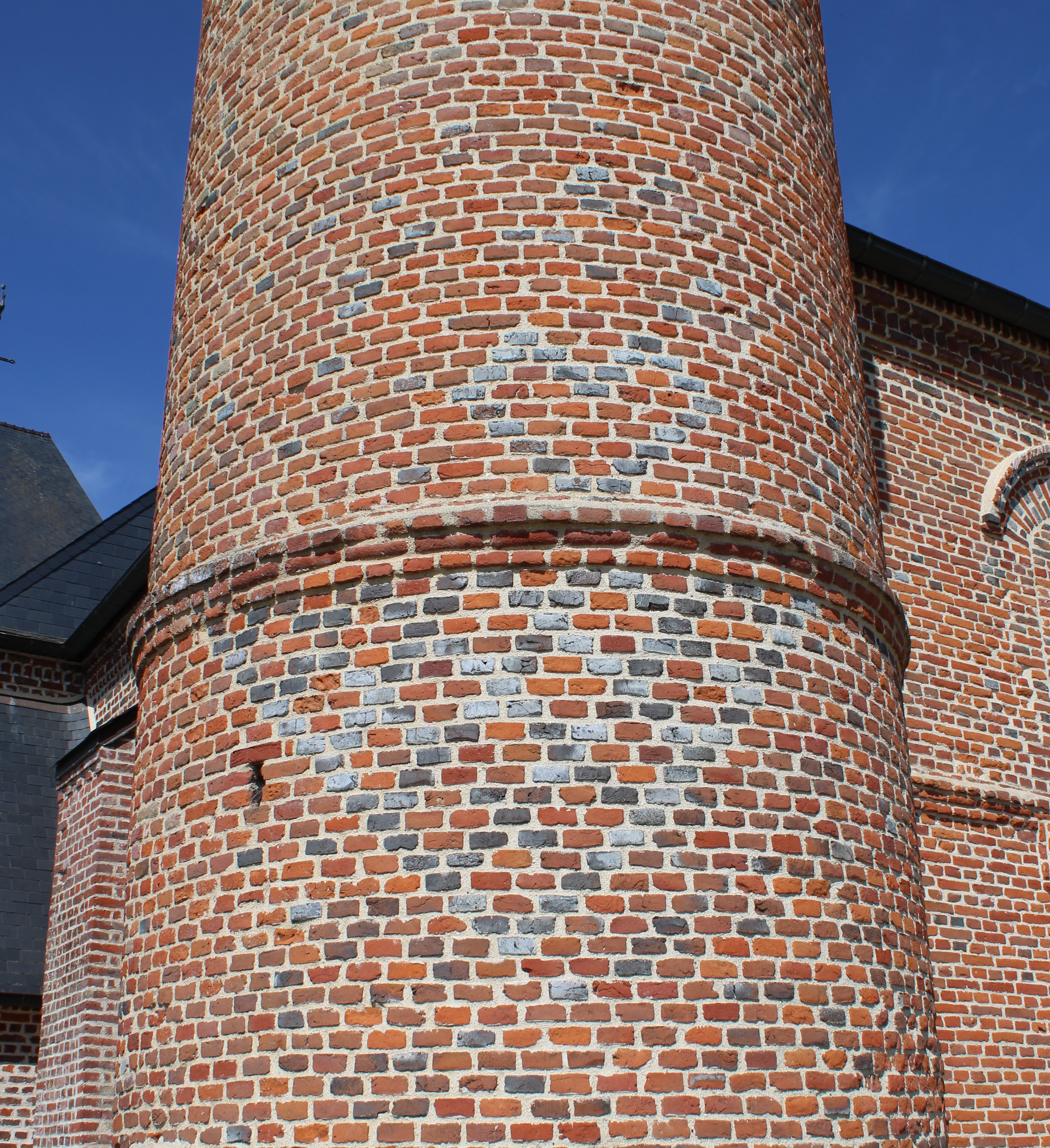
Motifs en briques surcuites.
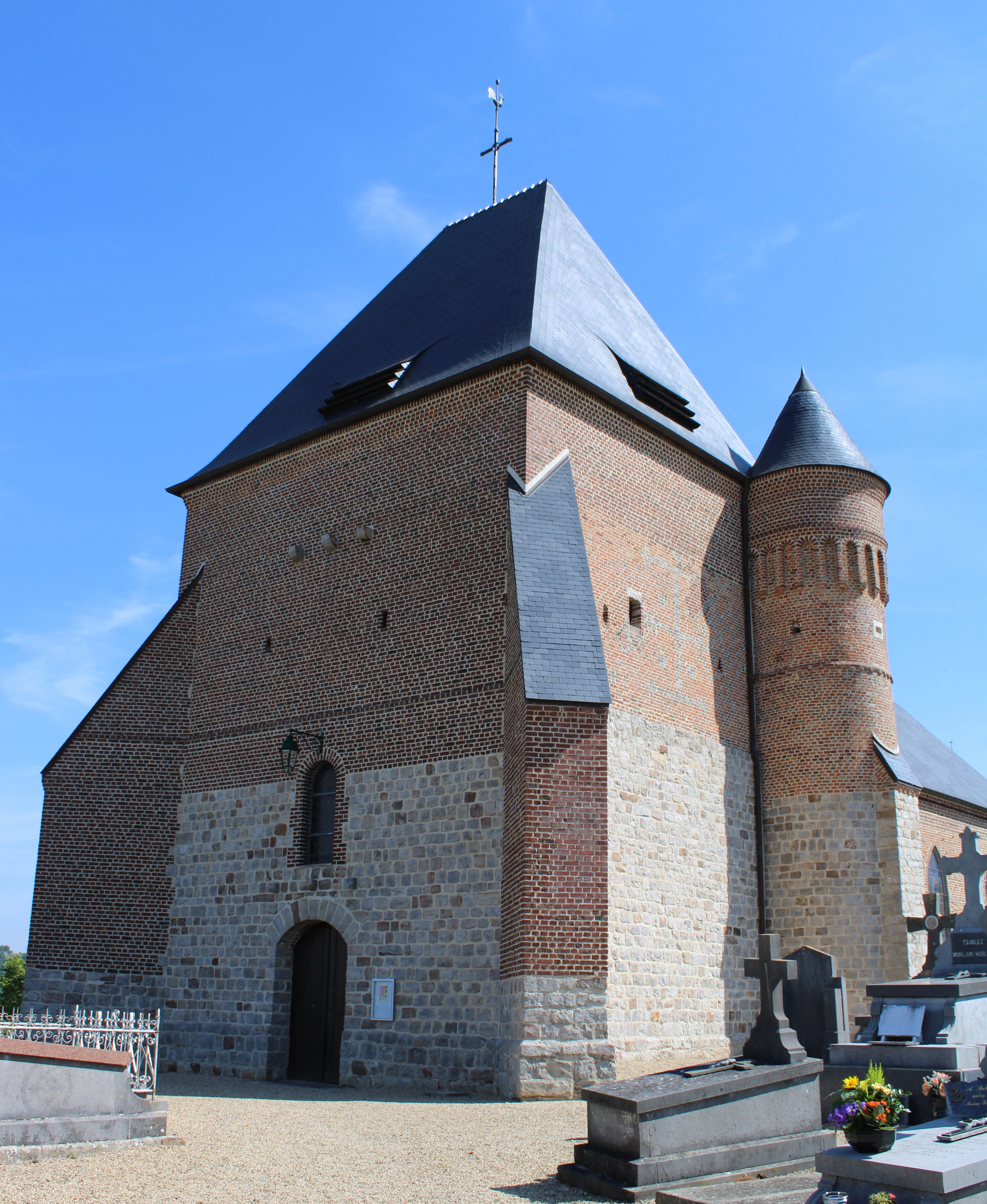
La façade orientée à l'ouest et le haut donjon carré soutenu par deux contreforts.
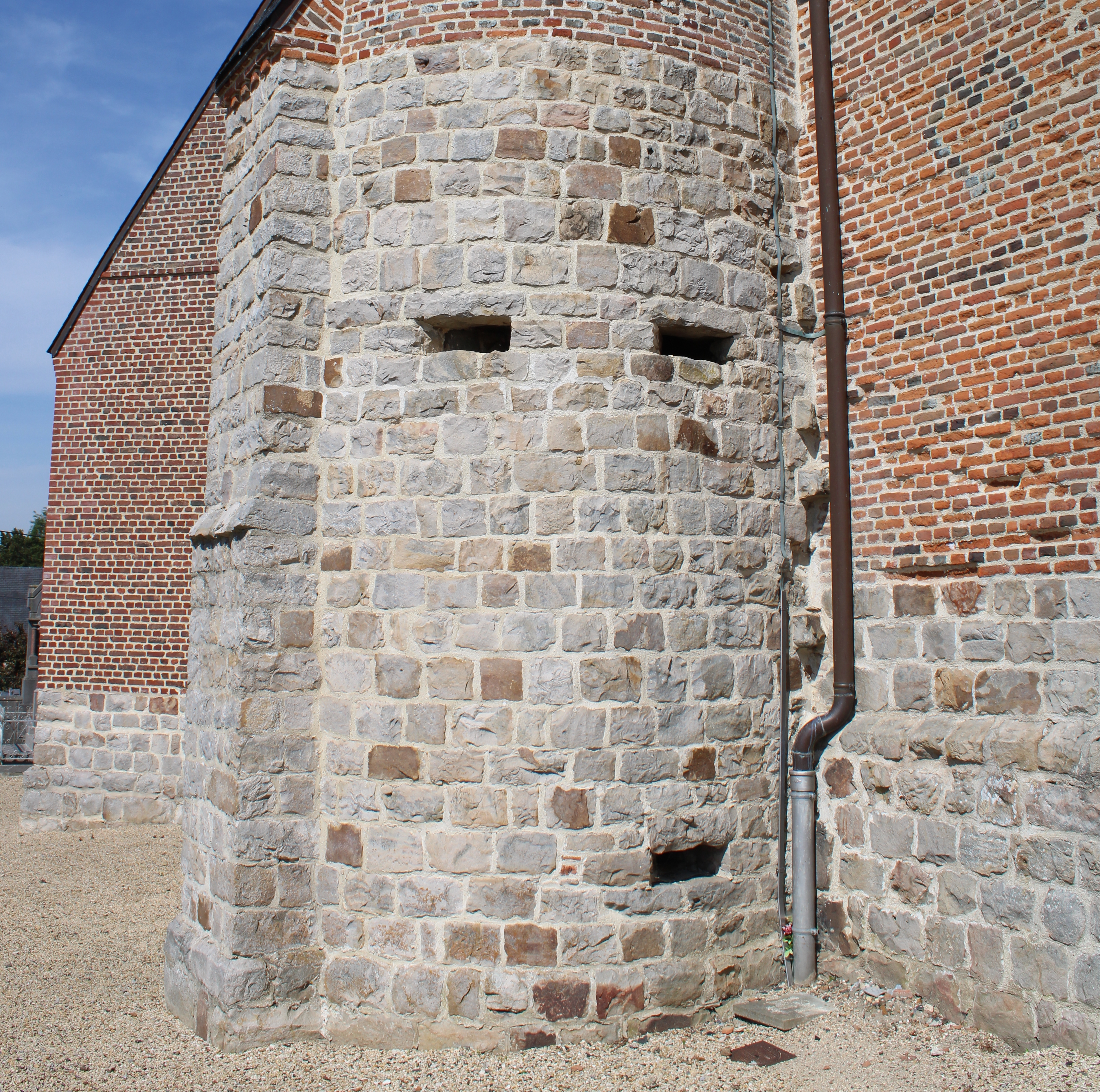
Trois meurtrières au pied de la tour sud.
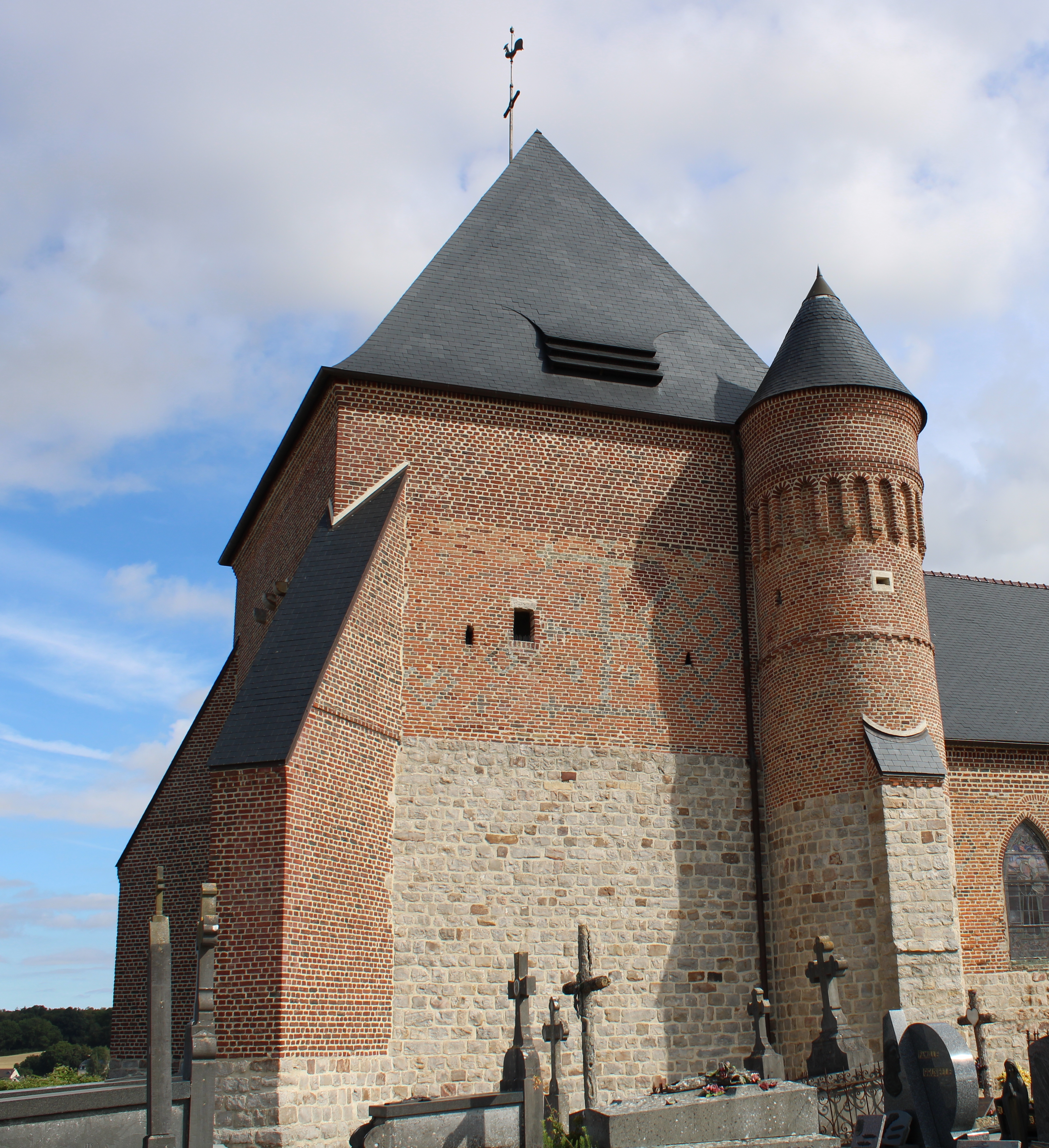
Le donjon sur une assise en grès, qui comporte des motifs en briques vernissées, est renforcé par deux importants contreforts d'angle. Des meurtrières assuraient la défense de l'église.

### Galerie: intérieur de l'église

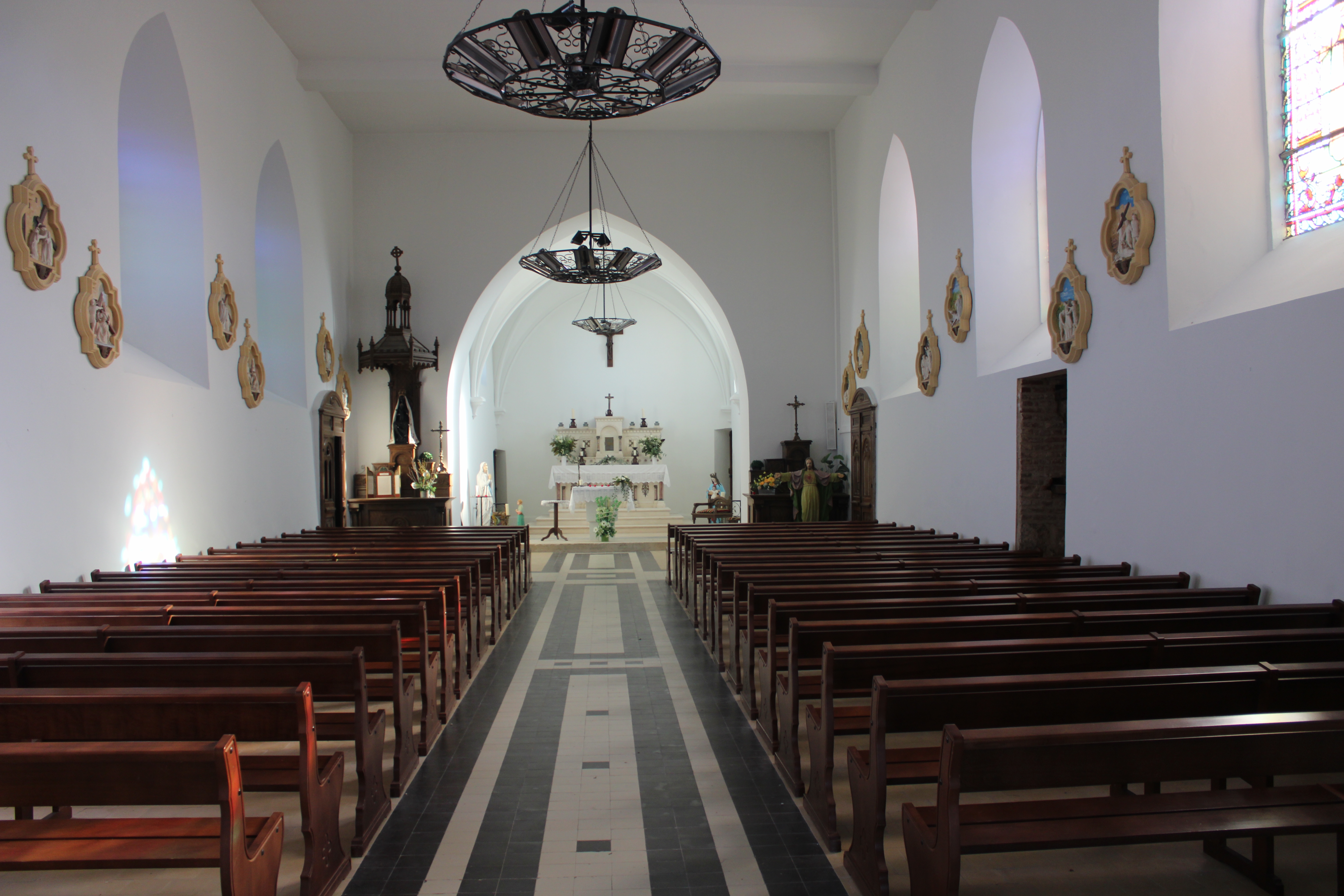
La nef.
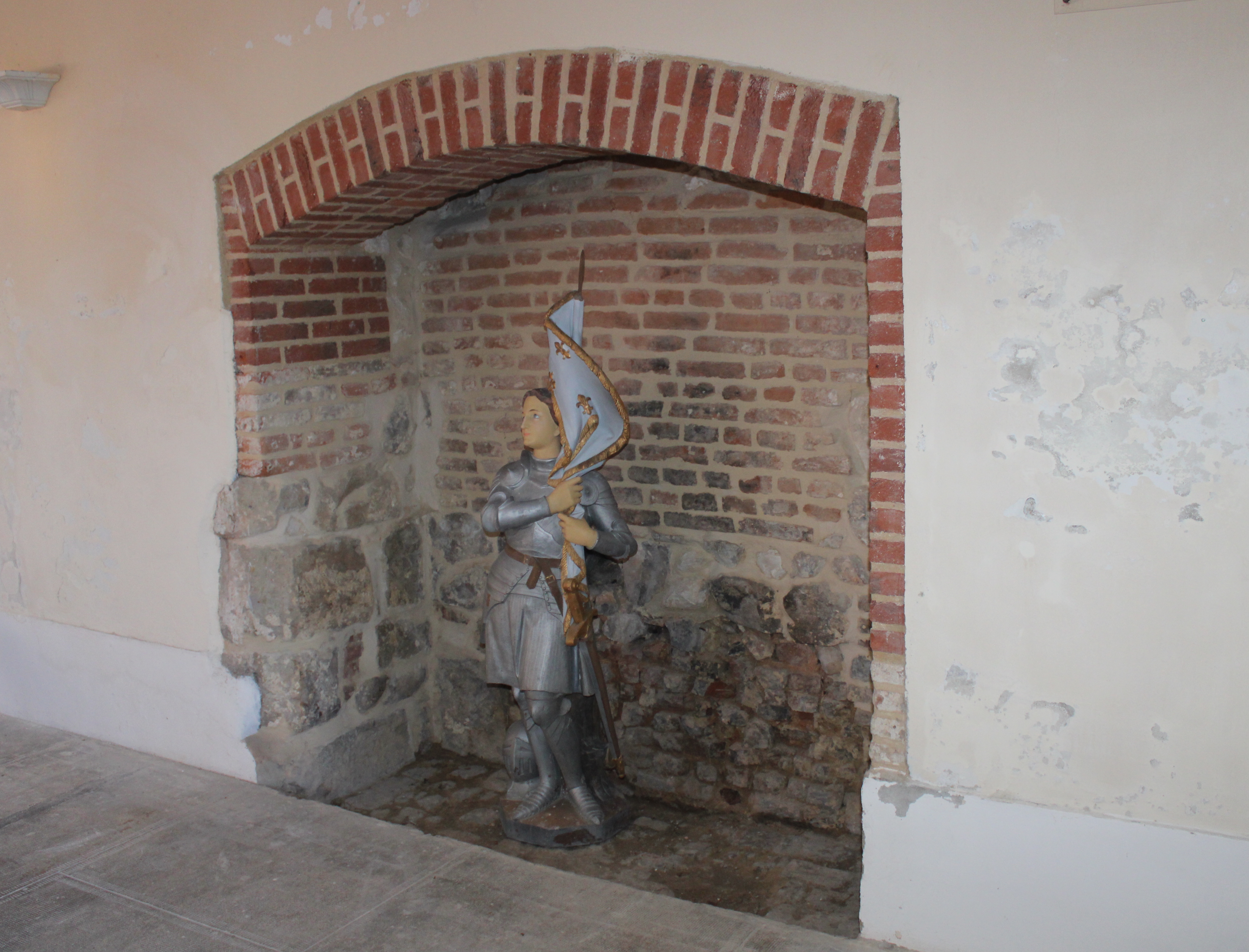
Ancienne cheminée.
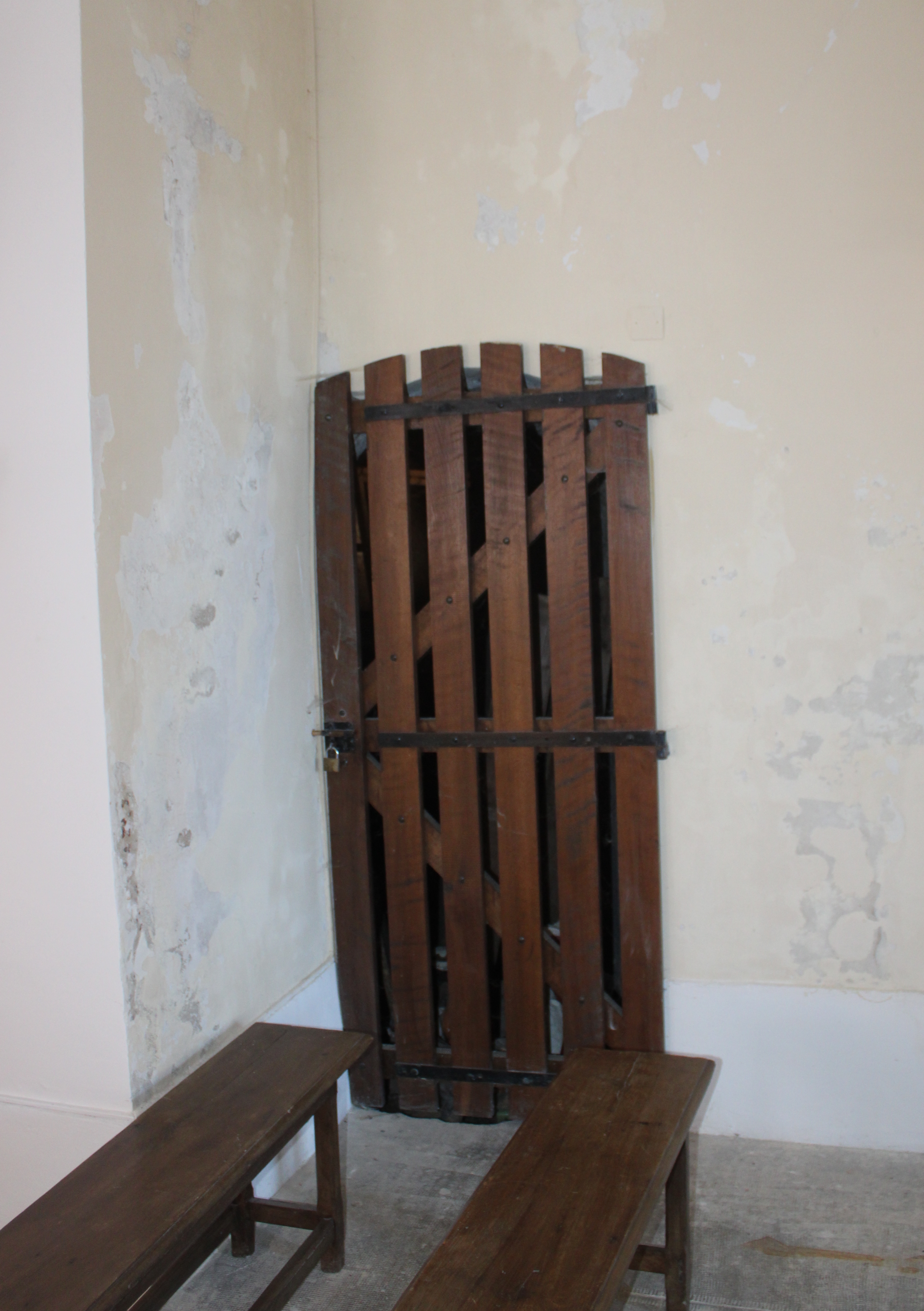
Porte d'accès à la tour nord.
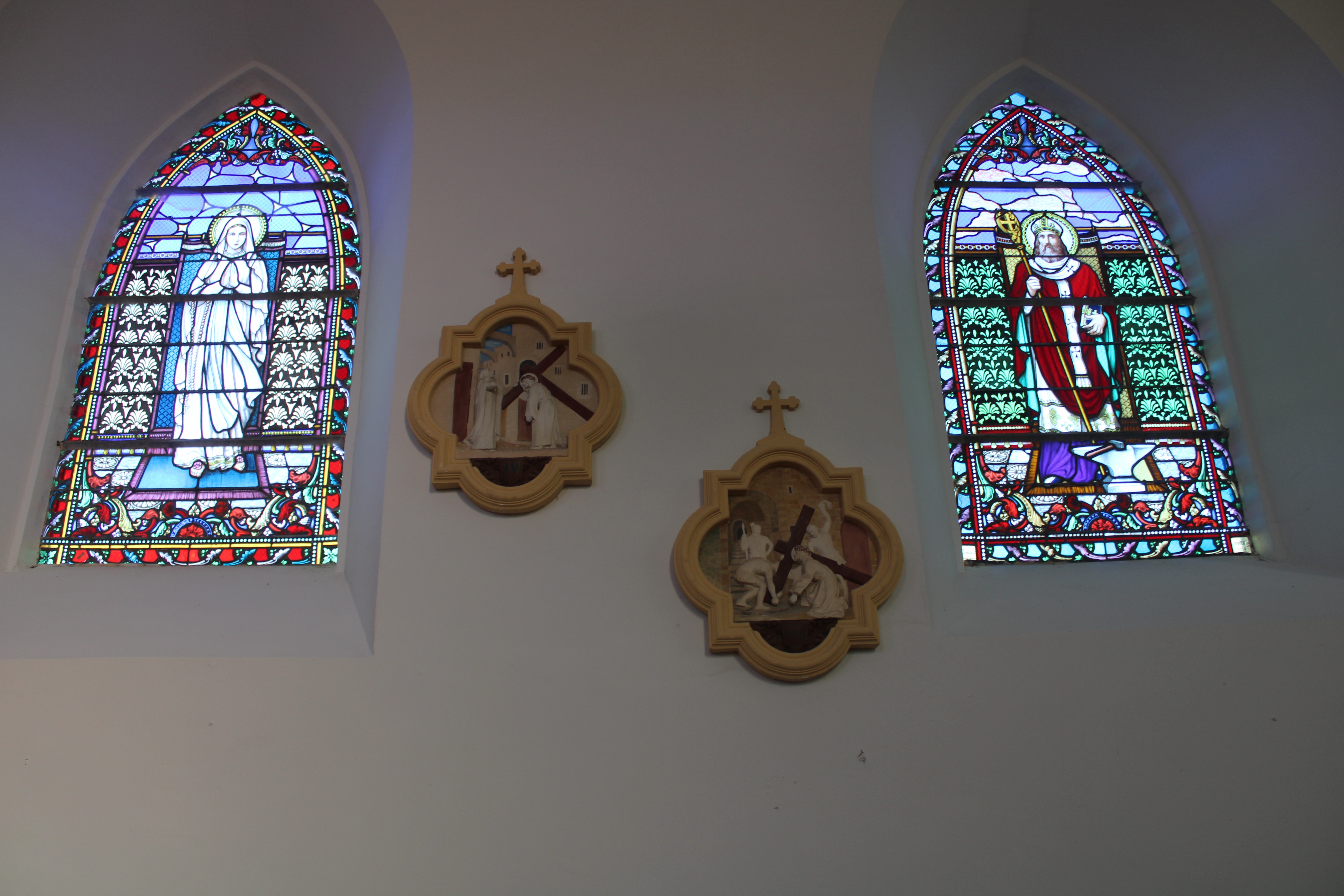
Vitraus x et chemin de croix.
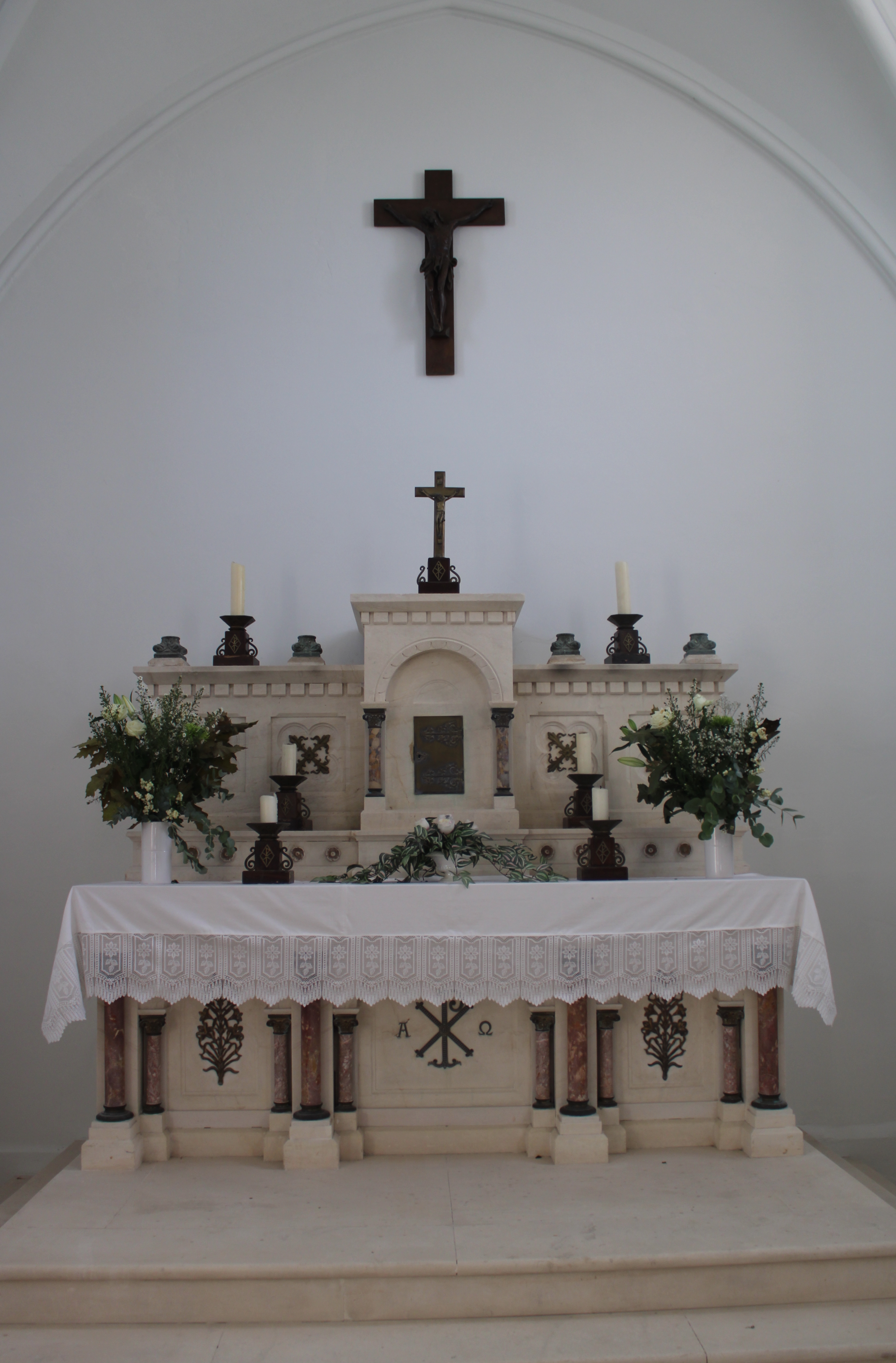
L'autel.

## Description
L'église fortifiée de Beaurain est isolée sur une hauteur entre les deux villages de Beaurain et Flavigny-le-Grand qui composent la commune actuelle.

Le haut donjon carré, avec assise en grès et le haut en brique, coiffé d'un toit en ardoise à quatre pans, s'appuie sur deux contreforts à l'avant. Deux tours cylindriques sont accolées au donjon à la jointure de la nef. À l'arrière de la nef deux tours identiques flanquent l'extrémité du chœur.